# Alsenz
Alsenz là một xã thuộc huyện Donnersberg, trong bang Rheinland-Pfalz, phía tây nước Đức. Xã Alsenz có diện tích 12.88 km² và dân số 1,793 (thời điểm ngày 31 tháng 12 năm 2006).